# 망향 (1937년 영화)
《망향》(Pepe Le Moko)은 프랑스에서 제작된 줄리앙 뒤비비에르 감독의 1937년 범죄, 드라마, 멜로/로맨스 영화이다. 장 가뱅 등이 주연으로 출연하였고 레이몬드 하킴 등이 제작에 참여하였다.

## 출연
- 장 가뱅
- 가브리엘 가브리오
- 마르셀 달리오
- 가스통 모도
- 프레헬